# Hjälmaren
Hjälmaren je čtvrté největší švédské jezero. Leží na jihu Švédska na rozhraní tří krajů Västmanland, Södermanland a Örebro. Kotlina jezera je ledovcovo-tektonického původu. Má rozlohu 483 km². Je 58 km dlouhé a 18 km široké. Jezero je mělké. Průměrně je hluboké 6,2 m a dosahuje maximální hloubky 20 m. Objem vody je přibližně 3 km³. Povodí jezera má rozlohu 3575 km². Leží v nadmořské výšce 22 m.

## Pobřeží
Pobřeží je nízké, členité, porostlé skřípincem.

## Ostrovy
Na jezeře je mnoho ostrovů. Největší je Vinön. Další významné jsou Björkön, Valen a Äsön.

## Vodní režim
Největší přítoky jsou řeka Svartån a kanál Kvismare (Täljeån). Z jezera odtéká řeka Eskilstunaå směřující do jezera Mälaren (povodí Baltského moře). S ním je spojené také Hjälmarenským kanálem (délka 13 km). Úroveň hladiny je regulována na západním konci jezera, u města Örebro.

## Historie
Hjälmarenský kanál je nejstarší vodní dílo ve Švédsku. Postavil ho nechal v roce 1639 švédský král Gustav II. Adolf.
V 80. letech 19. století hladina jezera klesla o 1,9 m a bylo tak odvodněno 190 km².

## Využití

### Lodní doprava
Na jezeře je rozvinutá místní vodní doprava.

### Osídlení pobřeží
Na břehu se nachází město Örebro, hlavní město stejnojmenného kraje.